# Mingská správa

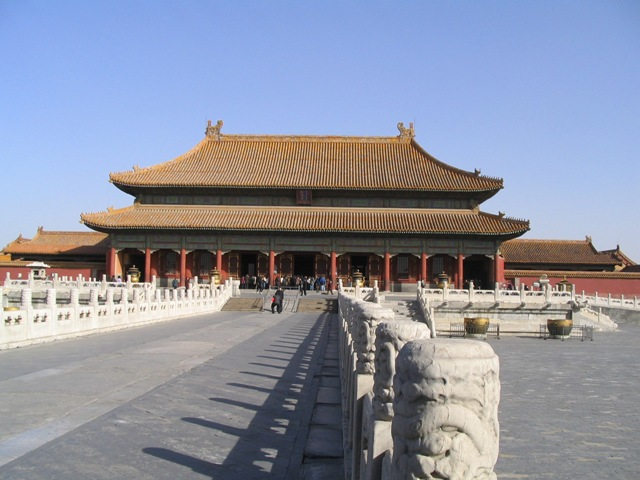
Palác nebeské čistoty v Zakázaném městě v Pekingu, císařském sídlu dynastií Ming a Čching

Správa Číny v době mingské říše (1368–1644) byla organizována podle vzoru svržené dynastie Jüan. Časem se vládní systém měnil a přizpůsoboval okolnostem. Úřady mingské Číny byly tradičně rozděleny na tři větve – civilní, vojenskou a kontrolní, přičemž samostatné postavení měl císařský palác se svými eunuchy.
Zprvu stál v čele centrálních civilních úřadů Ústřední sekretariát, kterému podléhala šestice ministerstev a další méně významné instituce. Roli vrchního velení armády hrála Hlavní vojenská komise. Nejvyšším kontrolním úřadem byl cenzorát. Říše byla rozdělena na dvě metropolitní oblasti a třináct provincií, které byly spravovány provinčními sekretariáty. Nižšími správními celky byly prefektury, pod nimi kraje. Nejnižší úrovní státní správy byly okresy, kterých existovalo v mingské Číně téměř 1400.
Roku 1376 byly provinční sekretariáty zrušeny a nahrazeny třemi samostatnými úřady – provinčním administrativním úřadem, regionální vojenskou komisí a provinčním kontrolním úřadem. O čtyři roky později proběhla reorganizace i v centru – Ústřední sekretariát byl zrušen, Hlavní vojenská komise rozdělena na pět samostatných komisí a i cenzorát byl rozdělen. V následujících desetiletích se opět prosadil centralizační trend. Cenzorát byl obnoven pod novým názvem, roli Sekretariátu převzal nový Velký sekretariát. Do provincií byli nejdříve dočasně, později trvale, vysíláni provinční guvernéři nebo velcí koordinátoři, kterým podléhaly všechny tři provinční úřady.
Třebaže zpočátku měli eunuchové císařského paláce zakázáno vměšovat se do politiky, od éry Jung-le získali značný vliv. Postupně vznikla početná eunušská administrativa rozprostřená i v regionech, paralelní k standardním úřadům.
Civilní administrativa byla obsazována konfuciánsky vzdělanými úředníky, jejichž vzdělání bylo ověřováno v několikastupňovém procesu zkoušek. Posty nižších důstojníků byly dědičné, vyšší důstojníci byli z nich vybíráni na základě svých schopností.

## Instituce a úřady
V průběhu dvou tisíc let se struktura orgánů výkonné moci v Číně nijak výrazně nezměnila, třebaže každá dynastie přidávala nové části, které považovala za nezbytné. V kontrastu k systému ústřední správy známému jako „tři kanceláře a šest ministerstev“ zavedenému dynastií Chan, v mingské Číně existoval pouze jeden úřad – ústřední sekretariát, řídící šest ministerstev. Po popravě kancléře Chu Wej-junga roku 1380 císař Chung-wu zrušil nejvyšší úroveň administrativy – sekretariát, cenzorát a hlavní vojenskou komisi a osobně převzal řízení šesti ministerstev a pěti regionálních vojenských komisí, jejichž vedoucí se tak ocitli na vrcholu úřednické hierarchie. Šest ministrů a vedoucí reorganizovaného Cenzorátu byli neformálně označováni za „sedm hlavních ministrů“. V případech významnějších dvorských diskusí se k nim připojovali vedoucí Úřadu pro hlášení a předseda Velkého odvolacího soudu, byli pak označováni za „devět hlavních ministrů“. Na poradách sedmičky nebo devítky byly debatovány záležitosti přesahující jeden resort, konečné rozhodnutí však vždy náleželo císaři, který jej mohl libovolně změnit.
Řádný výkon správy říše se neobešel bez systému zákonů. Už roku 1364 byly zahájeny práce na sestavení nového konfuciánského zákoníku – Ta Ming lü, který ve značné míře vycházel se starého tchangského zákoníku z roku 653. Prvotní znění bylo odsouhlaseno roku 1367, definitivní verze byla přijata roku 1397 a zůstala neměnná do pádu říše, i když byla doplňována dodatečnými ustanoveními. Soupis mingských úřadů, jejich kompetence, personální obsazenost a související legislativu shrnovala encyklopedická sbírka Ta Ming chuej-tien poprvé publikovaná roku 1509.
Soudní moc v Číně nebyla samostatná, soudní pravomoc byla součástí kompetencí místních civilních úřadů. Rozsudky místních úřadů přezkoumávaly provinční úřady, významné případy pak ministerstvo spravedlnosti. Konflikty vojenských osob se zákonem řešili jejich velitelé, přezkum probíhal u provinčních regionálních vojenských komisí a poté u hlavních vojenských komisí v hlavním městě. Kauzy řešené provinčními kontrolními úřady prověřoval cenzorát. Nejzávažnější případy ministerstva spravedlnosti, hlavních vojenských komisí a cenzorátu projednával Velký odvolací soud, rozsudky smrti musel potvrdit císař.

### Úřady císařského paláce

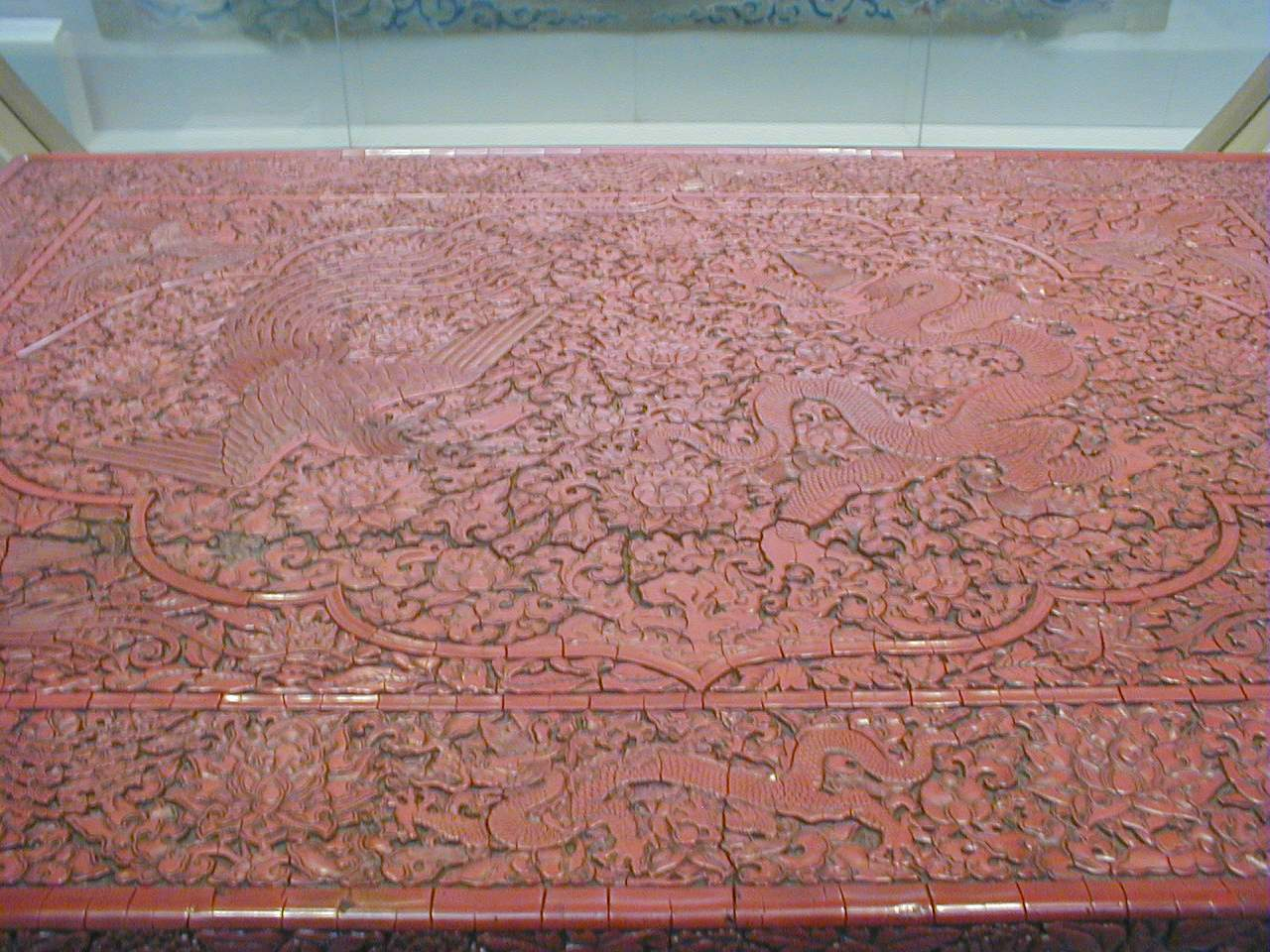
Zachovaná část výzdoby vládní lakové dílny v Pekingu, éra Süan-te (1426–1435). Mingské státní dílny řídili císařští eunuchové (detail)

Personál císařského dvora tvořili eunuchové a ženy se svými vlastními úřady. Ženská část služebnictva byla rozdělena mezi úřady obsluhy, ceremonií, oděvů, zásobování potravinami, ložnic, řemeslníků a dozoru nad personálem. Do 20. let 15. století bylo ženské služebnictvo vytěsněno eunuchy, ženám nakonec zůstal jen úřad pro oděvy.
Chung-wu podřídil eunuchy, tehdy v poměrně nízkém počtu, Správě palácové obsluhy, ale postupně s růstem jejich počtu, moci a vlivu se zmnožovala i eunušská administrativa až na čtyřiadvacet různých správ, oddělení a úřadů organizujících práci tisíců eunuchů. Eunušské správy se staraly o kontrolu zaměstnanců, ceremonie, zásobování potravinami, kuchyňské náčiní, dokumenty, stáje, pečeti, oděvy a jiné. Níže byly postaveny čtyři úřady pro topivo, hudbu, papír a lázně. Dalších osm oddělení se staralo o zbraně, stříbrné náčiní, praní, pokrývky hlavy, výrobky z bronzu, výrobu textilu, vinice a sady.
Chung-wu zakázal eunuchům učit se číst a vměšovat se do politiky. Není jasné jak se tyto zákony dodržovaly během jeho vlastní vlády, ale když se na trůn dostal císař Jung-le, eunuši řídili velké státní dílny, stáli v čele armád a zasahovali do výběru a jmenování úředníků. Nakonec vznikla paralelní administrativní síť řízená eunuchy, nezávislá na standardní úřednické byrokracii. Přestože během vlády mingských císařů existovalo několik eunuchů s takřka diktátorskou mocí jako Wang Čen, Wang Č’ a Liou Ťin, růst moci eunuchů nebyl otevřeně zjevný, dokud v 90. letech 16. století císař Wan-li nezvýšil jejich pravomoci vůči civilní správě a negarantoval jim nárok na výběr provinčních daní.
Jedním z nejefektivnějších prostředků kontroly poddaných byla tajná služba sídlící zpočátku v takzvaném Východním křídle, později v Západním křídle paláce. Tajná služba byla přímo podřízena Úřadu ceremonií, který v mingské době představoval důležité mocenské centrum. Časem eunuch stojící v čele Úřadu ceremonií a rituálů získal postavení náčelníka palácového personálu a takřka diktátorskou moc v zemi.
I když se osazenstvo paláce skládalo především z eunuchů a žen, fungovala zde i skupina úředníků v Kanceláři císařských pečetí spolupracující s eunuchy při údržbě a uchovávání pečetí a pečetidel. Další palácoví úředníci dozírali nad záležitostmi císařských princů.
Osazenstvo paláce, jak eunuchové, tak úředníci bezprostředního okolí císaře, jím vyzdvižení a na něm závislí, byli označováni za „vnitřní dvůr“. Ten představoval do určité míry protiklad k „vnějšímu dvoru“ – šesti ministerstvům, cenzorátu a ostatním úřadům.

### Civilní úřady

#### Velký sekretariát a šest ministerstev

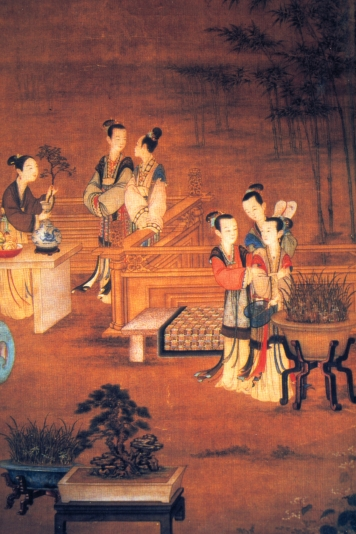
Ženy císařského dvora (neznámý autor)

Navzdory oficiální rétorice o boji proti mongolské vládě a následování tchangských vzorů se Chung-wu k minulosti nevracel a jednoduše převzal administrativní systém dynastie Jüan.
V duchu dlouhodobé čínské tradice byla administrativa v centru i regionech rozdělena na úřady civilní, kontrolní a vojenské. Vrchol civilní správy tvořil ústřední sekretariát (中書省, čung-šu šeng) v čele se dvěma hlavními rádci (丞相, čcheng-siang) s hlavní první hodností, starším „po levici“ a mladším „po pravici“, neformálně označovanými za první ministry (宰相, caj-siang). Sekretariátu byla podřízena šestice ministerstev i ostatní civilní úřady.
Podání a memoranda určená císaři soustřeďoval od roku 1370 ve svých kancelářích Úřad pro inspekci hlášení (čcha-jen š’), roku 1377 přejmenovaný na Úřad pro hlášení (通政司, tchung-čeng š’). Kopie byly zasílány úřadům dohledu (科, kche, kontrolní instituce dohlížející nad ministerstvy), originál císaři. Po vzestupu velkých sekretářů tito navrhli císaři řešení a po vládcově podpisu příslušný úřad dohledu předal dokumenty svému ministerstvu. Častěji však byla otázka předložena diskuzi výše zmíněných sedmi či devíti hlavních ministrů, jejichž písemná stanoviska šla opět přes Úřad pro hlášení. Nakonec bylo rozhodnutí ve formě císařského výnosu publikováno ve dvorském zpravodaji (朝报, čchao-pao) a ve zkrácené formě v Pekingském úředním věstníku (邸报, ti-pao), který obsahoval i zprávy o vnitřní a zahraniční politice země.
Roku 1380 císař Chung-wu zrušil sekretariát a osobně převzal řízení šesti ministerstev. V důsledku změn se správa země soustředila přímo v rukou císaře. Chung-wu byl však záhy zahlcen lavinou úřední korespondence a hlášení, proto už roku 1382 jmenoval z řad členů akademie Chan-lin několik (obvykle jich působilo tři až šest) velkých sekretářů (大學士, ta-süe-š’), kteří fungovali jako císařovi poradci a původně též jako asistenti vychovatelů následníka trůnu.
Původně sloužili jako tajemníci zapisující císařská rozhodnutí. Císař Jung-le na ně přenesl vyřizování své korespondence a od 20. let 15. století získali tito tajemníci dominantní roli ve vládě. Nikdy však nezískali postavení bývalého ústředního sekretariátu – neměli právo dávat příkazy jiným úřadům, ani vyžadovat hlášení. Hodnost příslušející jejich úřadu zůstala na nízké úrovni hlavní páté hodnosti, jejich faktická moc byla vyjádřena udělením formálního titulu ministra či zástupce ministra a později starobylých vysokých titulů „tří vévodů“ (三公, san-kung) spojených s hlavní první hodností a „tří výjimečných“ (三孤, san-ku) majících vedlejší první hodnost. Název Velký sekretariát (內閣, nej-ke), neformálně používaný od této doby, byl však oficiálně zaveden až v polovině 16. století. Členové Velkého sekretariátu byli vybíráni z akademie Chan-lin s tím, že budou nástroji císařské vůle nikterak neovlivnění ministerstvy. V kontrastu s vedením ministerstev totiž neprocházeli dlouholetou službou v regionálních a centrálních úřadech, úředníci vládního aparátu je proto nepovažovali za své a počítali je k „vnitřnímu dvoru“. Reálně se ovšem sekretariát držel své vlastní linie, rozcházejíce se jak s císařem, tak ministerskou administrativou.

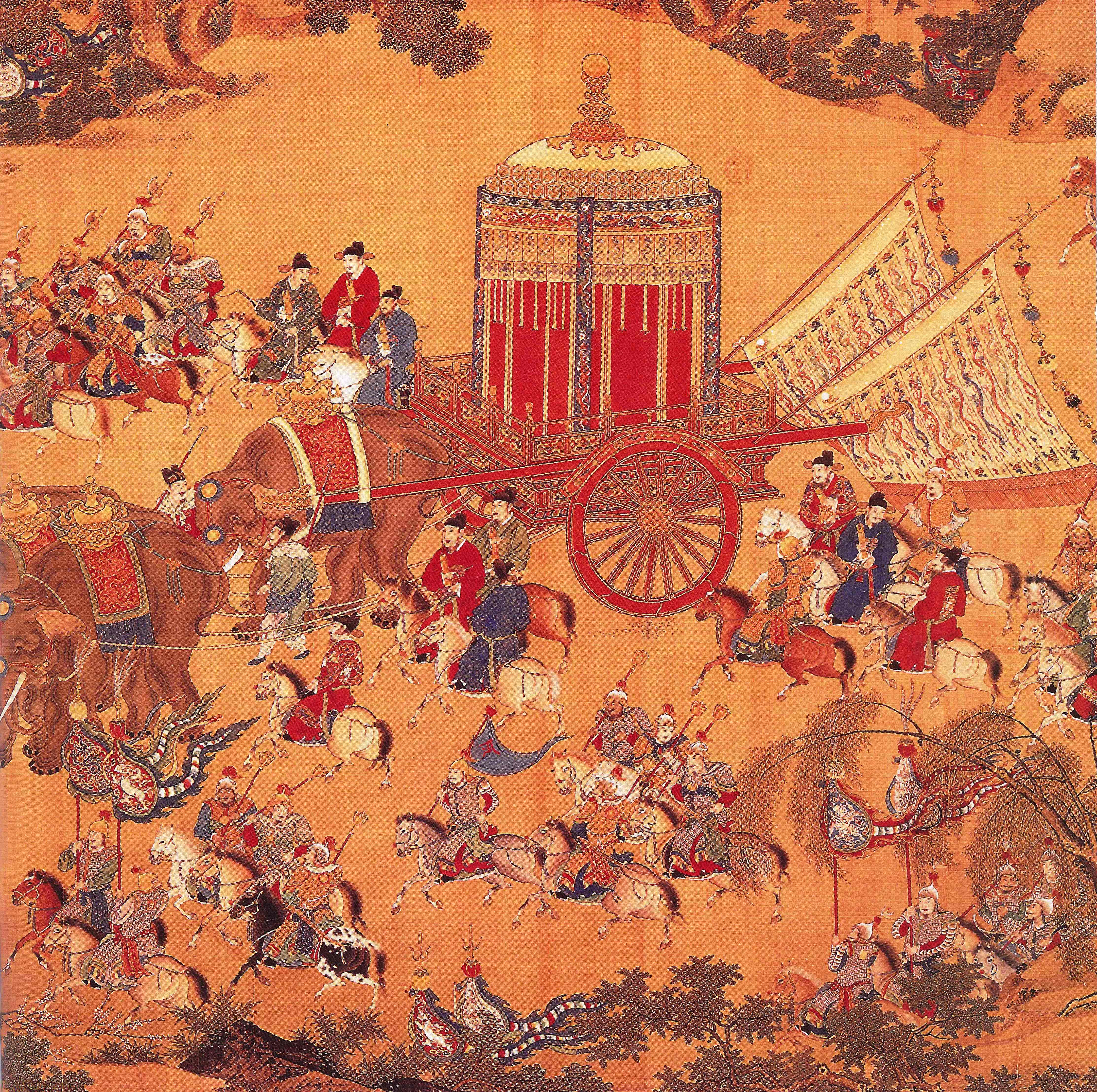
Detail Císařovy cesty zobrazující vůz císaře Süan-te tažený slony a doprovázený jízdní stráží (úplná panoramatická malba)

Sekretariát měl koordinující roli, zatímco šest ministerstev (部, pu) – ministerstva státní správy, daní, obřadů, vojenství, trestů a veřejných prací – se zabývalo vlastní administrativní prací. V čele ministerstva stál ministr (尚書, šang-šu), který měl hlavní třetí hodnost, od roku 1380 hlavní druhou hodnost a zástupce ministra (侍郎, š’-lang).
V kompetenci ministerstva státní správy (吏部, li-pu) bylo povyšování a přesuny civilních úředníků, udělování vyznamenání a titulů. Úřad ministra státní správy byl nejprestižnější ze šestice ministerských postů.
Ministerstvo daní (či financí) – přesněji státních příjmů – (戶部, chu-pu) odpovídalo za státní příjmy, dozíralo na vedení daňových soupisů rolníků a výběr jejich daní v provinciích a také na měnové záležitosti. Pro tyto účely bylo rozděleno na oddělení, zodpovědné vždy za jednu provincii. Ale celnice na Velkém kanálu byly přímo podřízeny ministerstvu nezávisle na místní správě.
Ministerstvo obřadů (禮部, li-pu) se zabývalo prováděním oficiálních náboženských ceremonií, rituálů a obětí. Vedlo evidenci taoistického a buddhistického duchovenstva (hlavy obou náboženských obcí měly status úředníka hlavní šesté hodnosti) a do jeho kompetence spadalo též přijímání zahraničních vyslanců. Zahrnovalo i úřady pro hudebníky, tanečníky a zábavu dvora.
Ministerstvo vojenství (兵部, ping-pu) jmenovalo a rozmisťovalo armádní velitele, řídilo opevňovací stavby, staralo se o zásobování vojsk výzbrojí a výstrojí, chov koní pro armádu, dozíralo na síť kurýrní služby. Vedlo také evidenci vojáků, vojenských rolníků a jejich rodin.
Ministerstvo trestů (刑部, sing-pu) odpovídalo za dozor nad výkonem spravedlnosti nad civilními osobami v zemi, stejně jako ministerstvo financí bylo organizováno podle provincií. Spolupracovalo s na něm nezávislým cenzorátem a nejvyšším odvolacím soudem.
Ministerstvo veřejných prací (工部, kung-pu) organizovalo vládní stavební podniky, včetně nájmu pracovních sil a jejich zásobování, opravy kanálů a cest, standardizaci měr a vah a organizaci pracovní povinnosti. Řídilo státní dílny – zbrojovky, železárny, textilky, výrobu lodí. Roku 1471 od ministerstva financí dostalo výběr daňových odvodů z těžby dřeva (tedy stromů). Evidovalo řemeslníky a dozíralo na splnění jejich daňových povinností.

#### Ostatní centrální úřady
Kromě ministerstev existovala řada níže postavených úřadů, některé podřízené ministerstvům, některé nezávislé. K významnějším patřila akademie Chan-lin, věnující se literárním a historickým otázkám a podílející se na formulaci vládních výnosů, dále Astronomický úřad, Lékařský úřad, Úřad pro parky a zahrady. Vzdělávací systém zastřešovala Státní univerzita (國子監, Kuo-c’-ťien) v čele s kancléřem (秶酒, ťi-ťiou; doslova „rozlévatel obětního vína“) vedlejší čtvrté hodnosti.
Nejvyšší soudní instancí byl Velký odvolací soud (大理寺, Ta-li s’). Potvrzoval rozhodnutí ministerstva spravedlnosti, hlavních vojenských komisí i cenzorátu, ke kterým případy putovaly instanční cestou. Trest smrti musel potvrdit císař, v ostatních případech bylo rozhodnutí Velkého odvolacího soudu konečné. Velký odvolací soud, ministerstvo spravedlnosti a cenzorát byly souhrnně označovány za „tři soudní úřady“ (三法司, san fa-s’).
Vedoucí Velkého odvolacího soudu, cenzorátu a Úřadu pro hlášení tvořili společně se šesti ministry skupinu nejvýše postavených civilních hodnostářů nazývanou „devět ministrů“.

#### Hlavní města
Původně byl hlavním městem říše a sídlem císaře a vlády Jing-tchien („Souhlas s Nebesy“; dnešní Nanking). Roku 1368 byl během několikaměsíčního pobytu císaře Chung-wua v Kchaj-fengu tento označován za Pej-ťing („Severní hlavní město“) a Jing-tchien za Nan-ťing („Jižní hlavní město“). V únoru 1403 císař Jung-le za druhé (vedlejší) hlavní město vybral Pej-pching (dnešní Peking), přejmenovaný na Šun-tchien („Poslušnost Nebesům“). Začátkem roku 1421 po dokončení výstavby Pekingu do něho přesídlila vláda a Nanking klesl na úroveň vedlejšího hlavního města. V obou metropolích existovala, s několika výjimkami, kompletní struktura ministerstev a vládních úřadů. Po roce 1421 však nankingská ministerstva měla výrazně nižší počet úředníků a spravovala zpravidla pouze jižní metropolitní region, kompetence ministerstev vojenství, trestů, státní správy a daní byly v některých oblastech širší a mohly se vztahovat na celou jižní Čínu.
Obě metropole byly z administrativního hlediska prefektury (fu), Jing-tchien-fu a Šun-tchien-fu. Prefektury hlavních měst i širokého okolí nespadaly pod některou z provincií. Tvořily správní okruhy (亰, ťing) přímo podřízené vládě. Oblast okolo Nankingu (dnes provincie An-chuej a Ťiang-su) se nazývala Ťing-š' (Metropolitní území, neoficiálně Č’-li, Přímo řízené [území]). Po roce 1403 byla provincie Pej-pching (kolem Pekingu, dnešní Che-pej) reorganizována v Pej-ťing (Severní metropolitní území, neoficiálně Pej č’-li). Roku 1421 se názvy změnily na Nan-ťing (Jižní metropolitní území), neoficiálně Nan č’-li, na jihu a Ťing-š’, neoficiálně Č’-li, na severu.
Formálně měla říše Ming ještě dvě další hlavní města: Čung-tu (Střední hlavní město) a Sing-tu (Kvetoucí hlavní město). Čung-tu (nedaleko Feng-jangu) zřídil roku 1369 císař Chung-wu, který chtěl do svého rodného kraje přenést sídlo vlády z Nankingu. Po několika letech se, kvůli nevhodné poloze a vysokým nákladům, snahy o přenesení metropole vzdal, městu však zůstal formální status hlavního města. Sing-tu (v dnešním okrese Čung-siang v provincii Chu-pej) udělil formální status hlavního města císař Ťia-ťing roku 1531, jakožto sídlu svého otce a svému rodišti. Současně tamní kraj An-lu přejmenoval na prefekturu Čcheng-tchien („Následování nebes“) po vzoru prefektur obou metropolí.

#### Regionální a místní správa
| Za vlády Sungů byl nejvyšší administrativní jednotkou inspekční okruh (路, lu) Nicméně po džürčenské invazi roku 1127 sungská vláda spravovala zemi prostřednictvím čtyř poloautonomních regionálních správ, řídících místní civilní a vojenské orgány a vybavených vlastním úřednickým aparátem. Tento provinční systém převzaly beze změny i dynastie Jüan, Ming a Čching. |
| |

Organizace státní správy v regionech vycházela ze zkušeností dynastie Jüan. Při vyhlášení říše Ming na čínský Nový rok 1368 existovala na území kontrolovaném mingskou vládou metropolitní oblast kolem hlavního města Nankingu a tři provincie (省, šeng) – Če-ťiang, Ťiang-si a Chu-kuang (dnes rozděleno na Chu-pej a Chu-nan). V tažení roku 1368 byly připojeny provincie Fu-ťien, Kuang-tung, Kuang-si, Che-nan, Šan-tung (za Mingů včetně Liao-ningu), Šan-si a Pej-pching (roku 1403 reorganizovaná v severní metropolitní oblast – Pej č’-li). Roku 1369 byla dobyta provincie Šen-si (zahrnovala i dnešní provincie Kan-su a Ning-sia), roku 1371 S’-čchuan, roku 1382 Jün-nan. Roku 1413 byla z částí Chu-kuangu, Jün-nanu a S’-čchuanu utvořena provincie Kuej-čou. V letech 1407–1428 existovala na území severního Vietnamu provincie Ťiao-č’. Po jejím zániku se počet provincií stabilizoval na třinácti, s malými změnami jsou mingské provincie předchůdci provincií současných.
Původně byly provincie spravovány provinčními sekretariáty, ty byly roku 1376 zrušeny a nahrazeny třemi samostatnými institucemi – provinčním administrativním úřadem (布政司, pu-čeng s’) v čele s vedoucím (布政使, pu-čeng š’) s vedlejší druhou hodností, regionální vojenskou komisí a provinčním kontrolním úřadem. Provinční administrativní úřad řídil civilní správu, regionální vojenská komise velela vojenským jednotkám rozmístěným v provincii a kontrolní úřad dozíral na všechno dění.

Provincie říše Ming

Roku 1391 císař Chung-wu vyslal následníka Ču Piaa do Šen-si, aby „cestoval a usmiřoval“ (巡撫, sün-fu); roku 1421 s podobným cílem vyslal císař Jung-le do provincií 26 úředníků. Od 20. let 15. století se podobná praxe stala pravidelnou. Představitelé vyslaní z centra koordinovali práci civilních, vojenských a kontrolních provinčních orgánů, často ve dvou i více provinciích najednou. Někdy však i v menších, ale momentálně důležitých oblastech. Od 30. let 15. století se jejich funkce staly trvalými. Formálně ale velcí koordinátoři sün-fu, jak zněl zkrácený název funkce, byli do konce dynastie považováni za úředníky centrální správy vyslané do regionu a jejich titulatura zahrnovala titul ministra či náměstka ministra. Vyšší status než velcí koordinátoři měli nejvyšší velitelé cung-tu, také vysílaní do regionů jako reprezentanti centrální vlády, zpravidla s vojenskými úkoly. Funkce pověřenců sün-fu a cung-tu v průběhu doby získaly na trvalosti a v říši Čching se vyvinuly v úřady provinčního guvernéra a generálního guvernéra.
Provincie se dělily na prefektury (府, fu) řízené prefekty (知府, č’-fu), nižšími články byly kraje či podprefektury (州, čou) v čele s podprefekty, resp. krajskými správci, (知州, č’-čou); nejnižší administrativní jednotkou byl okres (縣, sien) v jehož čele stál přednosta (知縣, č’-sien). Okresů bylo v mingské době 1385. Pro účinnější dozor nad svěřenou oblastí si jednotlivá oddělení provinční správy rozdělovaly provincie na obvody (道, tao).
Okresní úřad byl nejnižším orgánem civilní státní správy, na počátku mingské éry spravoval území o zhruba 40 000 obyvatelích. Obsazen byl třemi vyššími úředníky (官, kuan) – přednostou, jeho zástupcem a asistentem – a značným počtem nižších úředníků (吏, li) a pomocného personálu. Přednosta byl se svými podřízenými zodpovědný za řádný život obyvatelstva ve svěřené oblasti. Zodpovídal za vedení soupisů obyvatelstva – takzvaných Žlutých registrů, půda byla evidována v Registrech rybích šupin, vybírání daní, chytání i souzení zločinců, rozsuzování sporů.
V částech provincií S’-čchuan a Chu-kuang a zvláště v Kuej-čou a Jün-nanu žilo nečínské obyvatelstvo. Tyto regiony byly spravovány takzvanými domorodými úřady tchu-s’ na úrovni prefektur, krajů nebo okresů. Domorodé úřady vznikaly udělením čínských úředních titulů a hodností místním náčelníkům, ze kterých se tak stali „domorodí úředníci“ tchu-kuan. Počínaje 16. stoletím se termín tchu-s’ začal používat pro oblasti, jejichž správa se blížila běžným čínským regionům. Jejich obyvatelstvo mělo stejné povinnosti jako Číňané a úřadovala v nich směsice domorodých náčelníků a čínských úředníků podléhajících vyšším civilním úřadům. Naopak domorodí úředníci tchu-kuan, většinou s vojenskými tituly, vedli ty regiony, které si udržely většinu původní autonomie, přičemž podléhali dohledu ministerstva vojenství.

#### Místní samospráva
Na nižší než okresní úrovni existovaly v mingské době čtyři odlišné, byť v nemalé míře se překrývající systémy organizace obyvatelstva. První bylo několikaúrovňové územní rozdělení okresu; druhé bylo seskupení domácností po desítkách a stovkách v systému li-ťia zprostředkujících odvody daní a robotu pro stát; třetí byla bezpečnostní organizace pao-ťia a čtvrtým vesnická shromáždění siang-jüe. Jejich hranice si často odpovídaly a úkoly prolínaly, což v souhrnu dávalo samosprávě soudržnost a trvanlivost, se kterou tato struktura vydržela v zásadě do 20. století.
| V říši Tchang byla základní jednotkou místní státní správy kraj (resp. prefektura). V říši Sung, v důsledku růstu počtu obyvatel, se důraz přesunul o stupeň níže, na okres. V mingském období došlo k dalšímu posunu a klíčová správní úroveň se posunula ještě o dva stupně níže. Na nižší než okresní úrovni ovšem neexistovali centrálně jmenovaní státní úředníci, místní správa se tak dostala do rukou lokálních elit (resp. od poloviny 16. století džentry, vrstvy majetných a vzdělaných statkářů). |
| |

Okresy se v závislosti na početnosti obyvatelstva a velikosti polností dělily na menší územní jednotky ve dvou až čtyřech stupních. Nejvyšším podokresním útvarem byl újezd siang (鄉). V okrese jich obvykle bylo kolem osmi, ale někdy až dvě desítky; ve městech neexistovaly. V menších okresech měly jen několik set registrovaných domácností, v lidnatých okresech Ťiang-nanu i více než 15 tisíc. Na střední úrovni fungovaly venkovské obvody či městečka tu (都), městské čtvrti fang (坊) či jü (隅) a předměstí siang (廂). Tyto útvary měly obvykle 500–2000 domácností, v újezdu jich bylo od jednoho po tucet, obvykle tři. Tvořily samostatná katastrální území s vlastními pozemkovými registry; skrze tyto jednotky okresní úřady řešily většinu svých správních a daňových úkolů. V hustě zalidněných oblastech jihu byl mezi újezd a celky střední úrovně vkládán další stupeň – obvod li (里), který velikostí odpovídal újezdům jinde. Nejmenší jednotky byl okrsky tchu (圖), na severu nazývané nejčastěji še (社), někdy tchun (屯), v severních městech fang (坊). Okrsky měly typicky zhruba 1000 lidí.
Registraci daňových poplatníků, výběr daní i organizaci pracovní povinnosti zajišťovali okresní úředníci prostřednictvím systému místní samosprávy li-ťia (里甲, stovek a desítek). Ideálně deset domácností tvořilo ťia, deset ťia a deset bohatších rodin pak jedno li. Li zpravidla zahrnovaly i několik domácností navíc nad standardní počet 110 a domácnosti příliš chudé, než aby mohly odvádět robotu a daně. Průměrný počet domácností v li byl proto zhruba 140 či 140 až 160. Rodiny v ťia se vždy po roce střídaly ve vedení své desítky, podobně rotovalo 10 bohatších rodin ve funkci správce li. Každý rok byla jedna ťia povinna robotou a naturálními dodávkami, ostatních devět ťia pouze platilo daně. Od druhé poloviny 15. století v desetiletém cyklu sloužila ťia dvakrát – jednou jako dodavatel materiálu a zboží a podruhé jako poskytovatel služeb a práce. Během 16. století s převodem většiny dávek a robot na přirážky k pozemkové danim význam systému li-ťia klesal, v polovině mingské éry existoval jen jako formální systém registrace daní, a v 16. století li získávala charakter územní jednotky, která splývala s okrsky.
Od středního mingského období fungoval paralelně k li-ťia systém pao-ťia (保甲), ve kterém deset domácností tvořilo ťia, deset ťia pak jedno pao. Volení starostové ťia i pao byli zodpovědní za udržování veřejného pořádku. Na upevňování zásad správného chování a vzájemnou pomoc se zaměřovala místní shromáždění uzavírající tzv. komunální smlouvy (鄉約, siang-jüe). Všechny výše uvedené způsoby organizace obcí se do značné míry překrývaly.

### Kontrolní instituce
Tradiční složkou čínské vlády byl cenzorát (御史台, Jü-š’-tchaj, doslova Tribunál cenzorů), kontrolní instituce nezávislá na úředním aparátu, který měla kontrolovat. Vedli jej dva náčelníci (御史大夫, jü-š’ ta-fu) vedlejší první hodnosti. Roku 1380 byl zrušen, záhy byl ovšem obnoven s novým názvem (都察院, Tu-čcha-jüan, Hlavní kontrolní úřad), přičemž status vedoucích úřadu byl snížen na hlavní druhou hodnost.
Cenzoři měli značné pravomoci, prověřovali činnost ostatních civilních i vojenských úřadů a institucí, měli právo na nich požadovat preventivní a nápravná opatření. Mezi povinnosti cenzorátu rovněž patřilo upozorňovat na chyby a omyly císařů. Proto byli považováni za strážce zvyků a práva. Jádrem úřadu byla skupina 110 vyšetřujících cenzorů s hlavní sedmou hodností a přímým přístupem k císaři. Do provincií byli vysíláni s titulem regionálního cenzora vždy na rok, během kterého procestovali svěřený region. Měli neomezený přístup k úředním záznamům všech úřadů, přijímali stížnosti obyvatelstva, napomínali úředníky. Mohli v hlášeních postupovaných přímo císaři navrhovat jak odvolání kohokoliv, tak změnu vládní politiky. V záležitostech místního významu sami přímo instruovali lokální úřady. Moc těchto cenzorů byla tak vysoká, že jako částečnou protiváhu dostávali velcí koordinátoři vždy i titul zástupce nebo asistenta náčelníka cenzorátu, čímž byli regionálním cenzorům formálně nadřízeni. Vedle regionálních cenzorů byli z centra vysíláni i cenzoři z nižšími kompetencemi.
Kromě cenzorátu existovalo i šest úřadů dohledu (科, kche), pro každé ministerstvo jeden, v čele s dozírajícími sekretáři s relativně nízkou hlavní sedmou hodností. Úřady byly přímo podřízené císaři. Pracovníci těchto úřadů byli přidělováni na ministerstva podle své odbornosti a zabezpečovali zde nezávislé expertní posouzení záležitostí. Dozírali na tok dokumentů do a z ministerstev; nevyhovující rozhodnutí mohli přeformulovat nebo i zrušit.
Na provinční úrovni existovaly provinční kontrolní úřady (提刑按察司, tchi-sing an-čcha s’) v čele s kontrolním komisařem (按察使, an-čcha š’) třetí hlavní hodnosti. Kromě kontrolních a disciplinárních úkolů působily též jako odvolací soud.

### Armáda
Povolání vojáka bylo v říši Ming dědičné. Vojáci a jejich rodiny (军户, ťün-chu, v protikladu k rodinám civilistů – 民戶, min-chu) neplatili pozemkovou daň ani neměli pracovní povinnost jako rolníci a řemeslníci. Rodiny vojáků totiž podléhaly ministerstvu vojenství, byly rozmístěny ve strategicky důležitých oblastech říše a hospodařily na půdě, kterou dostaly přidělenou od státu. Každá rodina dodávala vojáka do místních posádek. Vojenské oddíly byly pravidelně překládány z míst sestavení k výcvikovým divizím u Pekingu a k bojujícím armádám v pohraničí.

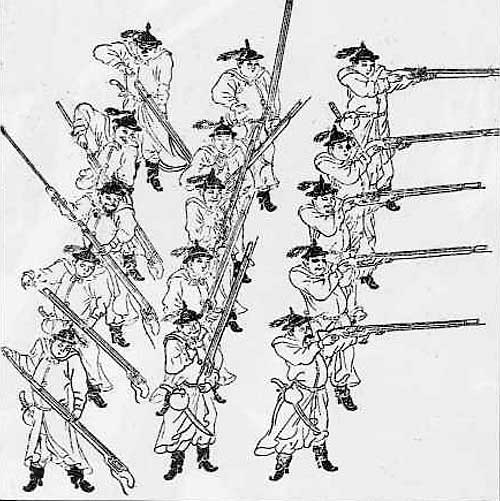
Mingští mušketýři ve výcvikové formaci

Po skončení občanských válek a vyhnání Mongolů z Číny nastalo období relativního klidu, ve kterém stav armády klesl na pouze 1 198 442 vojáků k roku 1392. Začátkem 15. století měla mingská armáda 493 pluků a 359 samostatných praporů. Ve čtyřicátých letech 15. století narostl stav armády na 3 150 000 vojáků. Ve středním mingském období klesla početnost čínských vojsk zhruba na polovinu, ke konci dynastie vzrostla na více než čtyři milióny.
O organizaci, zásobování, administrativní a personální záležitosti armády se staralo ministerstvo vojenství. Velení vojskům bylo zprvu v rukách Hlavní vojenské komise (大都督府, Ta tu-tu fu), roku 1380 rozdělené na pět samostatných hlavních vojenských komisí, každá v čele s náčelníkem (都督, tu-tu), který měl hlavní první hodnost. Těmto pěti komisím podléhala vojska celé Číny kromě posádek obou hlavních měst. Další pětice hlavních vojenských komisí sídlila v Nankingu a velela tamní posádce, pluky pekingské posádky přímo podléhaly císaři.
Na provinční úrovni řídily vojska regionální vojenské komise, kterých bylo šestnáct – třináct pro každou provincii a tři další v citlivých oblastech na severních hranicích. Náčelníci provinčních komisí měli hlavní druhou hodnost. Jim byly podřízeny pluky (衞, wej, velitel měl hlavní třetí hodnost) o 5600 mužích. Pluk se dělil na pět praporů, každý s 1120 vojáky. Prapor měl 10 rot po 112 bojovnících. Velitel praporu měl hlavní pátou hodnost, velitel roty hlavní šestou. Vlastní gardy o několika stovkách mužů měla i knížata.

### Vládní komunikace
Spravování země vyžadovalo neustálé přesuny lidí i nákladů, úředníci se pohybovali mezi metropolí a regiony, poddaní vykonávali pracovní povinnosti i stovky kilometrů daleko od svých domovů, bylo nutno zajistit zásobování obou metropolí. K řešení těchto úkolů byly vytvořeny tři úřady – kurýrní služba (i-čchuan), poštovní služba (ťi-ti) a dopravní služba (ti-jün).
Kurýrní služba existovala v Číně už od starověku, jejím úkolem bylo zajištění dopravy zpráv mezi regiony a metropolí, pohybu úředníků a poselstev, přepravy daní (obilí i dalších produktů) a přepravy osob vykonávajících pracovní povinnost či vojáků. Podřízena byla ministerstvu vojenství. Stanice kurýrní služby byly rozmístěny podél komunikačních tras každých 60–80 li (34–45 km, v mingské době se 1 li rovnalo 559,8 metru) – tedy na vzdálenost jednodenní cesty. Osazenstvo stanic poskytovalo oprávněným osobám (museli mít patřičné úřední dokumenty, i u velkých skupin o desítkách členů byli všichni jmenovitě vypočítáni) ubytování, jídlo a dopravu. Pro přepravu osob i zboží měli zodpovědní důstojníci služby určeny dosti tvrdé lhůty, za jejichž nedodržení byli trestáni jako za vojenský přestupek. Vše potřebné pro provoz služby poskytovalo místní obyvatelstvo v systému pracovní povinnosti a naturálních odvodů, ve středním mingském období byly tyto dávky a povinnosti obyvatelstva převedeny na peněžní platby, používané místními úřady k zajištění provozu služby. Výsledkem reforem bylo trvalé podfinancování systému a pokles počtu stanic, z původních 1936 za vlády císaře Chung-wua se jejich počet do roku 1587 snížil na 1036.
Poštovní služba, zavedená předešlou dynastií Jüan, rovněž spadala do vojenského resortu. Vykonávali ji „poštovní vojáci“ – vojenští rolníci, sídlící v okolí stanic, jejichž jedinou povinností bylo dopravovat zprávy. Stanice byly vzdáleny 10 li (5,6 km), čas na doručení zprávy mezi stanicemi byl určen na 3/100 dne (45 minut), tedy zprávy byly přenášeny rychlostí 190 km za den.
V pohraničních oblastech existovaly řetězy věží, osazených desítkou vojáků, používajících k předávání zpráv signální ohně. I jejich linie, stejně jako u všech komunikačních služeb, končily v Pekingu.
Dopravní úřady, v množství jeden na prefekturu, byly založeny roku 1376. Za úkol měly rozsáhlé dopravní služby, jako přepravu daňového obilí a dopravu osob s pracovní povinností.

## Aristokracie a úředníci

### Eunuchové, členové císařského rodu, důstojníci

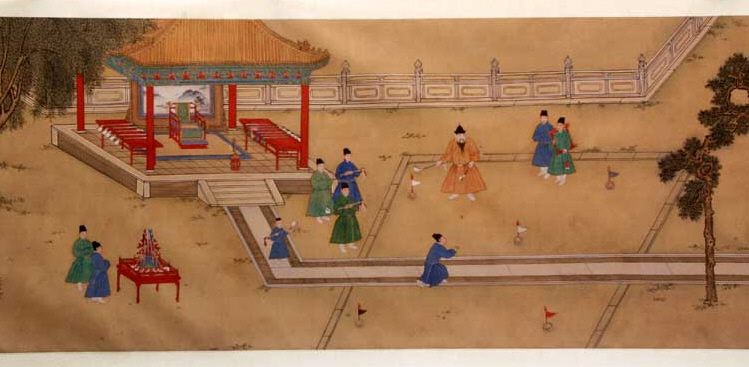
Císař Süan-te hraje s eunuchy čchuej-wan, hru podobnou golfu. (Anonymní soudobý malíř)

Eunuchové měli vlastní hierarchii založenou na stejných principech jako úředníci, mohli však dosáhnout maximálně pouze hlavní čtvrtou hodnost. Císař Chung-wu se tak snažil omezit do budoucna jejich moc. Zpočátku bylo v císařském paláci pouze 100 eunuchů, později Chung-wu zvýšil jejich počet na 400. Za císaře Jung-le počet i vliv eunuchů vzrostl, císař je přiděloval i jiným členům císařského rodu. Chung-wuův zákaz vzdělávání eunuchů se s jejich zapojením do politiky stal neudržitelným a roku 1426 byla dokonce založena palácová škola pro mladé eunuchy, jejíž vyučující pocházeli z akademie Chan-lin.
Počet eunuchů postupně rostl, ve 20. letech 16. století na 10 000. Povolání palácového eunucha začalo být, zejména v dobách ekonomických krizí, považováno za šanci na společenský vzestup. V éře Wan-li byly v několika vlnách přijaty do služby v Zakázaném městě tisíce eunuchů, což vyvolalo příliv nových žadatelů. Roku 1620 jich bylo v ulicích Pekingu, ke znepokojení vlády, na 20 000. V době pádu mingské říše roku 1644 už sloužilo v paláci na 70 000 eunuchů a ve zbytku země dalších 30 000.
Synové každého císaře dostávali titul knížete (王, wang) určitého území, dědičný v mužské linii. Mladší synové knížat, jejich synové atd. dostávali postupně se snižující tituly. Všichni mužští potomci zakladatele dynastie tak měli nějaký šlechtický titul a patřičný příjem ze státní pokladny. Ke konci vlády dynastie je jejich počet odhadován na 100 000, jejich apanáže představovaly znatelnou zátěž pro státní finance. Ženy císařského rodu a jejich manželé obdrželi rovněž tituly a příjem v závislosti na stupni příbuzenství s císaři.
Příbuzní císaře často dostávali rozsáhlé pozemky a vysoké vojenské funkce, s výjimkou vlády prvních dvou císařů se ale reálně vedení armády nevěnovali a jejich tituly byly čistě nominální. Třebaže knížata sídlila v oblastech určených jejich titulem, nevykonávala žádné administrativní nebo správní funkce a neměla tak feudální úděly v evropském pojetí. Proto nebyla relativně samostatnými vládci na svých územích, jak tomu bylo za dynastií Chan a Ťin. Členové císařského rodu nesloužili ve státní správě.
Podobně jako civilní úředníci i důstojníci byli zařazení do několikastupňové hierarchie, v níž své postavení obhajovali každých pět let. Nicméně vojenská služba byla méně prestižní než civilní kariéra. A to jednak proto, že byla do značné míry dědičná (v kontrastu s civilní administrativou kde byli, alespoň teoreticky, vybírání ti nejlepší dle svých schopností). Navíc, podle konfuciánské etiky, byla povolání spojená s násilím (wu) stavěna níže, než povolání spojená s poznáním (wej). Nehledě na nižší prestiž, mohli se důstojníci přihlásit k civilním zkouškám a po roku 1478 byly zavedeny vojenské zkoušky, ověřující profesionální úroveň vojenských vůdců.
K byrokratické struktuře převzaté od dynastie Jüan přidali mingští císaři nový úřad – vojenského inspektora, vyjíždějícího k posádkám. V první polovině vlády Mingů převládali ve velení armády důstojníci původem ze vznešených rodů, v pozdější době byli postupně nahrazeni osobami relativně nízkého původu. Nositelé vyšších hodností byli totiž vybírání podle zásluh z nižších důstojníků. Nižší důstojnické hodnosti byly od počátků dynastie dědičné. Počet důstojníků se postupně zvyšoval z 16 489 k roku 1392 na 100 000 počátkem 17. století.

### Vyšší úředníci

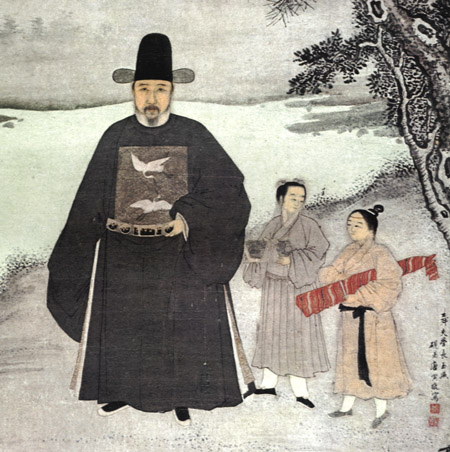
Portrét Ťiang Šun-fua (1453–1504), nyní v Nankingském muzeu. Jeřábi vyšití na hrudi označují úředníka prvního (tedy nejvyššího) stupně

Chung-wu v letech 1373–1384 jmenoval nové úředníky (官, kuan) pouze na základě doporučení, předtím i potom používal starý systém, zavedený dynastií Suej, jmenování do funkcí pouze těch kandidátů, kteří prošli přísným zkouškovým systémem. Teoreticky mohl posty ve státní správě obsadit kdokoliv schopný (třebaže pokusy kupeckých synů proniknout do státní správy byly vnímány s nespojeností), reálně však prostředky a čas nutný k přípravě na zkoušky měli k dispozici pouze členové majetných rodin, především pozemkových vlastníků. Mingská vláda také stanovila a dodržovala kvóty pro nábor úředníků z každé provincie. Snažila se tím zabránit soustředění moci v rukách rodáků z bohatých regionů státu, kde byla vzdělanost na vyšší úrovni. Rozvoj tiskového průmyslu od dob dynastie Sung přinesl růst úrovně vzdělanosti a tím po celé zemi rostl i počet vhodných kandidátů na místa ve státní správě. Pro děti se tiskly tabulky násobení a slabikáře, obsahující základní znaky, pro dospělé studenty byly masově tištěny levná vydání konfuciánských klasiků a sborníky odpovědí na otázky testů.

Kandidáti čekají na výsledky zkoušek, autor Čchiou Jing (1494–1552)

Tak jako dříve se od zkoušených požadovala znalost klasických konfuciánských knih, základními texty byly „Čtyři knihy“ vybrané pro tento účel Ču Siem ve 12. století. Mingské zkoušky se odlišovaly od předešlých vyšší náročností poté, co roku 1487 začalo být požadováno psaní takzvaných „osmidílných esejů“ s pevně stanovenou strukturou. Obtížnost zkoušek rostla s postupem z místní na centrální úroveň, přičemž se složením testů získal student odpovídající titul.
Úředníci byli rozřazeni do devíti hodnostních tříd, každá měla dva stupně (nejvýše stála hlavní první hodnost, žebříček končil vedlejší devátou hodností); podle hodnosti jim byla vyplácena mzda (nominálně v rýži). Zatímco absolventi provinčních zkoušek získávali pouze nízké hodnosti a byli jmenováni na málo významné úřední posty, absolventi palácových zkoušek mohli počítat s titulem ťin-š’ (進士) a přiměřeně vysokým úřadem. Za 276 let mingské vlády proběhlo 90 palácových zkoušek, kterými úspěšně prošlo 24 874 kandidátů. V celé Číně tehdy bylo současně asi dva až čtyři tisíce ťin-š’, přibližně jeden na deset tisíc dospělých mužů. Pro srovnání – nositelů nejnižšího kandidátského titulu šeng-jüan (生員) bylo v 16. století sto tisíc. Ve funkcích působilo ve druhé polovině mingské doby 10–15 tisíc úředníků, v počátcích dynastie pouze 5400.
Nejvyšší doba setrvání ve funkci byla devět let, ale každé tři roky byly schopnosti úředníků hodnoceny jejich nadřízenými. Úředníci s výborným hodnocením byli povýšeni, adekvátně pracující byli ponecháni ve funkci a pokud podali neuspokojivý výkon byla jim úřední třída snížena o jeden stupeň. V případech zjevné neschopnosti mohl být úředník propuštěn nebo potrestán. Z pravidelného hodnocení byli vyjmuti pouze vysoce postavení úředníci v centru, od nich se očekávalo dobrovolné oznámení svých neúspěchů a přehmatů nadřízeným. V okresech a prefekturách bylo dále na 4000 učitelů, kteří byli podobným způsobem hodnoceni každých devět let. Mezi povinnosti nejvýše postavených vyučujících v centru patřila i výuka následníka trůnu; v jejich čele stál úředník hlavní třetí hodnosti.

### Nižší zaměstnanci
Vyšším úředníkům, jmenovaným do funkcí ve státní správě po úspěšně složených zkouškách, bylo podřízeno velké množství řadových zaměstnanců a pomocníků (nižší úředníci, 吏, li) nezařazených do oficiální úřednické hierarchie. Jejich počet přinejmenším čtyřikrát převyšoval stav vyšších úředníků, celkem jich mohlo být v celé zemi na sto tisíc. Tito zaměstnanci zastávali rutinní písařské a technické práce v úřadech. Neměli by však být směšování s ještě níže stojícími strážnými, kurýry a nosiči.
Nižší úředníci byli hodnoceni každých devět let, nejúspěšnější mohli získat nejnižší úřední hodnost deváté třídy. Možnost postupu na vyšší posty administrativy však prakticky neexistovala.
Jednou z výhod nižšího úřednictva proti „učeným“ bylo setrvávání na jednom místě, nemuseli se po každých několika letech stěhovat do jiného, nezřídka i dosti vzdáleného regionu; jejich prostřednictvím byla tak zajištěna kontinuita státní správy na místní úrovni. V každodenní praxi místních úřadů měli nižší úředníci značný vliv; jejich nadřízení, zhusta neznalí lokálních zvyků a často ani řeči, byli na loajální spolupráci svých podřízených silně závislí.

## Systém úřednických hodností
Úředníci byli zařazeni v systému devíti hodnostních tříd (九品官人法, ťiou pchin kuan žen fa). Každá hodnost (品, pchin) měla dva stupně – řádný či hlavní (正, čeng) a vedlejší (從, cchung). Nejvýše stála hlavní první hodnost (正一品, čeng i pchin, značená 1a), žebříček končil vedlejší devátou hodností (從九品, cchung ťiou pchin, 9b). Osmnáct výše uvedených hodností se dále dělilo na celkem 42 stupňů.
Hodnostní stupně eunuchů odpovídaly hlavní osmé až hlavní čtvrté hodnosti úředníků, vojáci byli rozřazeni od hlavní první do vedlejší šesté hodnosti, které byly dále rozčleněny na celkem 30 stupňů.
| Vedoucí úřadů a velitelé jednotek jsou vyznačeni tučně. | |                                                                                           |                                                                               |                |
| Hodnost                                                 | Civilní úředníci | Cenzoři                                                                                   | Důstojníci                                                                    | Eunuchové      |
| 1. hlavní                                               | tři vévodové, hlavní rádce (první ministr, do 1380)                                                                                     |                                                                                           | předseda hlavní vojenské komise                                               | neexistovalo   |
| 1. vedlejší                                             | tři výjimeční, hlavní administrátor provinčního sekretariátu (do 1376)                                                                  | vedoucí Cenzorátu (do 1380)                                                               | zástupce předsedy hlavní vojenské komise                                      | neexistovalo   |
| 2. hlavní                                               | ministr (od 1380) | vedoucí Cenzorátu (od 1380)                                                               | asistent předsedy hlavní vojenské komise, předseda regionální vojenské komise | neexistovalo   |
| 2. vedlejší                                             | vedoucí provinčního administrativního úřadu                                                                                             |                                                                                           | zástupce předsedy regionální vojenské komise                                  | neexistovalo   |
| 3. hlavní                                               | ministr (do 1380), vedoucí Úřadu pro hlášení, předseda Velkého odvolacího soudu, prefekturní guvernér hlavního města, náměstek ministra | náměstek vedoucího Cenzorátu, kontrolní komisař provinčního kontrolního úřadu             | asistent předsedy regionální vojenské komise, velitel pluku/gardy             | neexistovalo   |
| 3. vedlejší                                             | náměstek vedoucího provinčního administrativního úřadu                                                                                  |                                                                                           | zástupce velitele pluku                                                       | neexistovalo   |
| 4. hlavní                                               | prefekt | pomocník vedoucího Cenzorátu, náměstek kontrolního komisaře provinčního kontrolního úřadu | pomocník velitele pluku                                                       | ředitel správy |
| 4. vedlejší                                             | kancléř Státní univerzity, pomocník vedoucího provinčního administrativního úřadu                                                       |                                                                                           |                                                                               |                |
| 5. hlavní                                               | velký sekretář, kancléř akademie Chan-lin, ředitel kanceláře ministerstva, náměstek prefekta                                            | pomocník kontrolního komisaře provinčního kontrolního úřadu                               | velitel praporu                                                               |                |
| 5. vedlejší                                             | krajský správce |                                                                                           | plukovní soudce, zástupce velitele praporu                                    |                |
| 6. hlavní                                               | tajemník ministerstva, pomocník prefekta                                                                                                |                                                                                           | velitel roty                                                                  |                |
| 6. vedlejší                                             | náměstek krajského správce |                                                                                           | praporní soudce                                                               |                |
| 7. hlavní                                               | prefekturní soudce, přednosta okresu | vyšetřující cenzor, hlavní sekretář úřadu dohledu                                         | neexistovalo                                                                  |                |
| 7. vedlejší                                             | pomocník krajského správce |                                                                                           | neexistovalo                                                                  |                |
| 8. hlavní                                               | náměstek okresního přednosty |                                                                                           | neexistovalo                                                                  |                |
| 8. vedlejší                                             | |                                                                                           | neexistovalo                                                                  | neexistovalo   |
| 9. hlavní                                               | pomocník okresního přednosty |                                                                                           | neexistovalo                                                                  | neexistovalo   |
| 9. vedlejší                                             | hlavní učitel prefektury |                                                                                           | neexistovalo                                                                  | neexistovalo   |